# Hrabstwo Howard (Arkansas)

Piramida wieku hrabstwa

Hrabstwo Howard – hrabstwo w USA, w stanie Arkansas. Według danych z 2010 roku, hrabstwo zamieszkiwało 13789 osób. Hrabstwo należy do nielicznych hrabstw w Stanach Zjednoczonych należących do tzw. dry county, czyli hrabstw gdzie decyzją lokalnych władz obowiązuje całkowita prohibicja.

## Miejscowości
- Dierks
- Mineral Springs
- Nashville
- Tollette